# Yatarō Watase
Yatarō Watase (jap. 渡瀬弥太郎, Watase Yatarō; ur. 10 października 1960 w Rumoi) – japoński skoczek narciarski, trener. Najlepsze wyniki w Pucharze Świata osiągnął w sezonie 1998/1999, kiedy zajął 63. miejsce w klasyfikacji generalnej.
Brał udział w mistrzostwach w Seefeld in Tirol, ale bez sukcesów.
Ojciec Yuty i Ayumi Watase.

## Puchar Świata w skokach narciarskich

### Miejsca w klasyfikacji generalnej
| Sezon     | Miejsce |
| --------- | ------- |
| 1983/1984 | 77.     |
| 1998/1999 | 63.     |

## Mistrzostwa świata
- Indywidualnie
  - 1985 Seefeld in Tirol (AUT) – 34. miejsce (normalna skocznia)
- Drużynowo
  - 1985 Seefeld in Tirol (AUT) – 6. miejsce